# Omaloplia marginata
Omaloplia marginata är en skalbaggsart som beskrevs av Johann Kaspar Füssli 1775. Omaloplia marginata ingår i släktet Omaloplia och familjen Melolonthidae. Inga underarter finns listade i Catalogue of Life.